# سام هوستون كلينتون
سام هوستون كلينتون (بالإنجليزية: Sam Houston Clinton)‏ هو قاضي ومحامي أمريكي، ولد في 17 سبتمبر 1923 في واكو في الولايات المتحدة، وتوفي في 5 أكتوبر 2004 في أوستن في الولايات المتحدة بسبب مرض آلزهايمر.